# Tizi n’Test
Der Tizi n’Test ist ein 2093 m hoher Gebirgspass im Hohen Atlas in Marokko.

## Lage
Der Tizi n’Test-Pass liegt in der Provinz Taroudannt in der Region Souss-Massa und bildet den höchsten Punkt der Verbindungsstraße R203 zwischen Marrakesch (Höhe ca. 450 m) und Taroudant (Höhe ca. 250 m). Die Straße ist verkehrstechnisch nicht sehr bedeutsam und wird stets nur notdürftig instand gesetzt. LKWs und Busse verkehren vergleichsweise selten.

## Befahrbarkeit
Die einspurige und sehr kurvenreiche Strecke führt durch landschaftlich reizvolle und touristisch kaum erschlossene Gebiete. Vor allem im Sommer ist mit Steinschlägen zu rechnen; in den Wintermonaten (November bis März) ist die Straße nach heftigen oder langanhaltenden Schneefällen ganz oder teilweise gesperrt. Da die Tagestemperaturen tagsüber auch in Höhen von über 2000 m im Süden Marokkos nahezu immer Plusgrade erreichen, werden die Sperren meist nach ein paar Stunden, in seltenen Fällen aber auch erst nach Tagen wieder aufgehoben. Das Teilstück von der N10 bis zu Passhöhe hat kurze Steigungs- bzw. Gefällabschnitte von 10 % und mehr.

## Infrastruktur
An den wenigen Haltebuchten befinden sich kleinere Souvenirstände (Bergkristalle, Fossilien, Keramik, Berberschmuck etc.); Tee oder Kaffee ist nur in den tiefergelegenen Rastorten entlang der Straße (z. B. Ijoukak) zu haben. Von der Passhöhe des Tizi n’Test bis nach Taroudannt gibt es kaum Ortschaften.

## Geschichte
Die Strecke war schon den Berberstämmen früherer Jahrhunderte bekannt, die auf den felsigen, aber grasbewachsenen Berghängen im Sommer ihr Vieh (Schafe, Ziegen) weideten. Ende des 19. und zu Beginn des 20. Jahrhunderts wurde der Pass vom Berberstamm der Goundafa kontrolliert. Während der französischen Kolonialherrschaft wurde der alte Handelsweg in den Jahren 1926 bis 1932 zu einer Piste ausgebaut; in den 1960er Jahren wurde die Strecke erstmals asphaltiert.

## Orte
Folgende Orte liegen nahe der R203:
- Moulay Brahim
- Asni
- Ouirgane
- Ijoukak
- Talat N’Yaaqoub
- Tinmal